# Basilio Antonio Carrasco y Hernando
Basilio Antonio Carrasco y Hernando (* 13. Juni 1783 in Durón; † 4. April 1852) war ein spanischer Geistlicher.
Carrasco y Hernando wurde am 25. März 1831 zum Bischof von Ibiza erwählt und am 30. September 1831 vom Papst bestätigt. Seine Bischofsweihe erhielt er am 1. Januar 1832 durch Manuel Isidoro Pérez Sánchez, Bischof von Antequera. Als er starb, war das Bistum Ibiza seit dem 5. September 1851 mit dem Bistum Mallorca vereinigt.